# Alpha Music Empire
Alpha Music Empire ist ein Rap/Hip Hop-Independent-Label, das 2016 vom deutschen Rapper Kollegah gegründet wurde.

## Labelgeschichte
Am 11. Dezember 2015 machte Kollegah mit seinem Album Zuhältertape Volume 4 seine letzte Veröffentlichung unter dem Label Selfmade Records, bei welchem er seit 2005 unter Vertrag stand.
Im März 2016 gründete Kollegah Alpha Music Empire als sein eigenes Musiklabel und gab als erstes Signing den Rapper Seyed bekannt, dessen Debütalbum Engel mit der AK am 3. Juni 2016 erschien. Das Album schaffte es auf Platz 3 der deutschen Album-Charts.
Am 2. September 2016 kündigte Kollegah Imperator an, welches sein erstes Album im eigenen Label ist. Imperator erschien am 9. Dezember 2016 und erhielt eine goldene Schallplatte in Deutschland.
Das zweite Album von Seyed Cold Summer erschien am 18. August 2017 und erreichte Platz 4 der deutschen Album-Charts.
Anfang September 2017 kündigten Kollegah und Farid Bang das Album Jung, Brutal, Gutaussehend 3 an. Es erschien am 1. Dezember 2017 über Banger Musik, dem Label von Farid Bang, und Alpha Music Empire. Es landete auf Platz 1 der deutschen Album-Charts und erhielt im April 2018 Platin für 200.000 Verkäufe, sowie eine goldene Schallplatte in Österreich für 7.500 Verkäufe.
Im Juni 2018 bezahlte Kollegah eine Kaution in Höhe von 40.000 Euro für den Rapper Jigzaw, welcher sich zu dem Zeitpunkt noch im Gefängnis befand, und als neues Signing bekannt gegeben wurde. Am 15. Juni 2018 erschien sein Song Realtalk Unchained über Alpha Music Empire. Sein Album Post Mortem erschien am 31. August 2018 und erreichte Platz 14 der deutschen Album-Charts.
Der Rapper Gent veröffentlichte am 13. Juli 2018 den Song Die Straße lebt und gab bekannt, nun bei Alpha Music Empire unter Vertrag zu stehen.
Es ist anzumerken, dass wie bei z. B. Optik Records zwei Vertriebsverträge existieren. Für Kollegah wird über Warner Music vertrieben, für die anderen Künstler wird über Groove Attack vertrieben.
Am 7. Januar 2019 gab das Label bekannt, dass der Vertrag von Seyed nicht verlängert wurde.

## Künstler
- Kollegah (seit 2016)

## Ehemalige Künstler
- Seyed (2016–2018)[9]
- Jigzaw (2018–2019)
- Gent (2018–2019)
- Asche (2018–2021)

## Künstler im Umfeld des Labels
- Noir (2018–2019)

## Liste der Veröffentlichungen

### Alben
| Jahr | Titel                                                                              | Höchstplatzierung, Gesamtwochen, AuszeichnungChartplatzierungen (Jahr, Titel, Platzierungen, Wochen, Auszeichnungen, Anmerkungen) | Höchstplatzierung, Gesamtwochen, AuszeichnungChartplatzierungen (Jahr, Titel, Platzierungen, Wochen, Auszeichnungen, Anmerkungen) | Höchstplatzierung, Gesamtwochen, AuszeichnungChartplatzierungen (Jahr, Titel, Platzierungen, Wochen, Auszeichnungen, Anmerkungen) | Anmerkungen |
| Jahr | Titel                                                                              | DE | AT | CH | Anmerkungen |
| ---- | ---------------------------------------------------------------------------------- | --- | --- | --- | --- |
| 2016 | Seyed – Engel mit der AK                                                           | DE3 (3 Wo.)DE | AT4 (1 Wo.)AT | CH5 (2 Wo.)CH | Erstveröffentlichung: 3. Juni 2016                                                                                                |
| 2016 | Kollegah – Imperator                                                               | DE1 Gold · (20 Wo.)DE | AT1 (7 Wo.)AT | CH1 (6 Wo.)CH | Erstveröffentlichung: 9. Dezember 2016 Verkäufe: + 100.000                                                                        |
| 2017 | Seyed – Cold Summer                                                                | DE4 (1 Wo.)DE | AT13 (1 Wo.)AT | CH25 (1 Wo.)CH | Erstveröffentlichung: 18. August 2017                                                                                             |
| 2017 | Kollegah & Farid Bang – Jung Brutal Gutaussehend 3                                 | DE1 (33 Wo.)DE | AT1 Gold · (19 Wo.)AT | CH1 (13 Wo.)CH | Veröffentlichung: 1. Dezember 2017 Verkäufe: + 207.500 (DE: Platin, AT: Gold) über Banger Musik und Alpha Music Empire erschienen |
| 2018 | Kollegah & Farid Bang – Platin war gestern                                         | DE1 (9 Wo.)DE | AT1 (4 Wo.)AT | CH1 (4 Wo.)CH | Veröffentlichung: 10. August 2018 über Banger Musik und Alpha Music Empire erschienen                                             |
| 2018 | Jigzaw – Post Mortem                                                               | DE14 (2 Wo.)DE | AT20 (1 Wo.)AT | CH45 (1 Wo.)CH | Veröffentlichung: 31. August 2018.                                                                                                |
| 2018 | Kollegah – Monument                                                                | DE1 (13 Wo.)DE | AT1 (7 Wo.)AT | CH1 (9 Wo.)CH | Veröffentlichung: 7. Dezember 2018.                                                                                               |
| 2019 | Gent – Kanun                                                                       | DE30 (1 Wo.)DE | AT42 (1 Wo.)AT | CH37 (1 Wo.)CH | Erstveröffentlichung: 15. März 2019                                                                                               |
| 2019 | Jigzaw - Jiggi                                                                     | DE11 (1 Wo.)DE | AT40 (1 Wo.)AT | CH60 (1 Wo.)CH | Erstveröffentlichung: 5. Juli 2019                                                                                                |
| 2019 | Kollegah - Alphagene II                                                            | DE1 (11 Wo.)DE | AT7 (8 Wo.)AT | CH3 (7 Wo.)CH | Erstveröffentlichung: 13. Dezember 2019                                                                                           |
| 2021 | Zuhältertape Vol. 5 Alpha Music Empire                                             | DE5 (6 Wo.)DE | AT3 (5 Wo.)AT | CH2 (5 Wo.)CH | Erstveröffentlichung: 8. Oktober 2021                                                                                             |
| 2021 | Kollegah, Asche - Natural Born Killas Alpha Music Empire                           | DE1 (3 Wo.)DE | AT3 (2 Wo.)AT | CH13 (2 Wo.)CH | Erstveröffentlichung: 22. Januar 2021 mit Asche                                                                                   |
| 2022 | Free Spirit Alpha Music Empire                                                     | DE8 (5 Wo.)DE | AT9 (3 Wo.)AT | CH10 (1 Wo.)CH | Erstveröffentlichung: 5. August 2022                                                                                              |
| 2023 | Kollegah - La Deutsche Vita Alpha Music Empire                                     | DE1 (5 Wo.)DE | AT10 (2 Wo.)AT | CH6 (3 Wo.)CH | Erstveröffentlichung: 7. Juli 2023                                                                                                |
| 2023 | Kollegah - C.B.A. – Cross Border Armageddon – The English Album Alpha Music Empire | DE83 (1 Wo.)DE | — | — | Erstveröffentlichung: 3. November 2023                                                                                            |
| 2024 | Kollegah - Still King Alpha Music Empire                                           | DE1 (… Wo.)DE | AT13 (… Wo.)AT | CH1 (… Wo.)CH | Erstveröffentlichung: 2. August 2024                                                                                              |

### Singles
| Jahr | Titel Album                                                                               | Höchstplatzierung, Gesamtwochen, AuszeichnungChartplatzierungen (Jahr, Titel, Album, Platzierungen, Wochen, Auszeichnungen, Anmerkungen) | Höchstplatzierung, Gesamtwochen, AuszeichnungChartplatzierungen (Jahr, Titel, Album, Platzierungen, Wochen, Auszeichnungen, Anmerkungen) | Höchstplatzierung, Gesamtwochen, AuszeichnungChartplatzierungen (Jahr, Titel, Album, Platzierungen, Wochen, Auszeichnungen, Anmerkungen) | Anmerkungen                                                                |
| Jahr | Titel Album                                                                               | DE | AT | CH | Anmerkungen                                                                |
| ---- | ----------------------------------------------------------------------------------------- | --- | --- | --- | -------------------------------------------------------------------------- |
| 2014 | Kollegah: Wat is' denn los mit dir                                                        | DE39 (13 Wo.)DE | — | — | Erstveröffentlichung:17. April 2014 feat. Majoe                            |
| 2016 | Seyed: MP5 Engel mit der AK                                                               | DE70 (2 Wo.)DE | — | — | Erstveröffentlichung: 23. März 2016 feat. Kollegah                         |
| 2016 | Kollegah: Nero Imperator                                                                  | DE57 (4 Wo.)DE | AT71 (1 Wo.)AT | — | Erstveröffentlichung: 9. Oktober 2016                                      |
| 2016 | Kollegah: Hardcore Imperator                                                              | DE62 (2 Wo.)DE | AT60 (1 Wo.)AT | — | Erstveröffentlichung: 18. November 2016                                    |
| 2016 | Kollegah: Fokus Imperator                                                                 | DE80 (2 Wo.)DE | — | — | Erstveröffentlichung: 2. Dezember 2016                                     |
| 2016 | Kollegah: Pharao Imperator                                                                | DE43 (1 Wo.)DE | — | CH87 (1 Wo.)CH | Erstveröffentlichung: 9. Dezember 2016                                     |
| 2016 | Kollegah: Einer von Millionen Imperator                                                   | DE53 (2 Wo.)DE | — | — | Erstveröffentlichung: 15. Dezember 2016                                    |
| 2017 | Kollegah, Farid Bang: Sturmmaske auf (Intro) Jung, brutal, gutaussehend 3                 | DE1 (14 Wo.)DE | AT6 (9 Wo.)AT | CH15 (3 Wo.)CH | Erstveröffentlichung: 29. September 2017                                   |
| 2017 | Kollegah, Farid Bang: Zieh’ den Rucksack aus Platin war gestern                           | DE4 Gold · (15 Wo.)DE | AT12 (9 Wo.)AT | CH35 (2 Wo.)CH | Erstveröffentlichung: 30. September 2017                                   |
| 2017 | Kollegah, Farid Bang: Gamechanger Jung, brutal, gutaussehend 3                            | DE6 (7 Wo.)DE | AT16 (5 Wo.)AT | CH24 (3 Wo.)CH | Erstveröffentlichung: 2. November 2017                                     |
| 2017 | Kollegah, Farid Bang: Ave Maria (Kollegah-&-Farid-Bang-Lied) Jung, brutal, gutaussehend 3 | DE5 Gold · (7 Wo.)DE | AT9 (2 Wo.)AT | CH15 (3 Wo.)CH | Erstveröffentlichung: 1. Dezember 2017                                     |
| 2017 | Kollegah, Farid Bang: One Night Stand Platin war gestern                                  | DE51 (4 Wo.)DE | — | — | Erstveröffentlichung: 29. Dezember 2017                                    |
| 2018 | Kollegah, Farid Bang: All Eyez On Us Platin war gestern                                   | DE39 (2 Wo.)DE | AT59 (1 Wo.)AT | CH81 (1 Wo.)CH | Erstveröffentlichung: 12. April 2018                                       |
| 2018 | Kollegah, Farid Bang: Mitternacht 2 Platin war gestern                                    | DE19 (4 Wo.)DE | AT25 (2 Wo.)AT | CH43 (1 Wo.)CH | Erstveröffentlichung: 29. Juni 2018                                        |
| 2018 | Kollegah, Farid Bang: In die Unendlichkeit Platin war gestern                             | DE39 (2 Wo.)DE | AT55 (3 Wo.)AT | CH91 (1 Wo.)CH | Erstveröffentlichung: 10. August 2018 feat. Musiye                         |
| 2018 | Kollegah: Wie ein Alpha                                                                   | DE26 (2 Wo.)DE | AT32 (1 Wo.)AT | CH61 (1 Wo.)CH | Erstveröffentlichung: 20. September 2018                                   |
| 2018 | Kollegah: Dear Lord Monument                                                              | DE48 (1 Wo.)DE | AT58 (1 Wo.)AT | CH98 (1 Wo.)CH | Erstveröffentlichung: 5. Oktober 2018                                      |
| 2018 | Kollegah: Empire State of Grind Monument                                                  | DE90 (1 Wo.)DE | — | — | Erstveröffentlichung: 12. Oktober 2018                                     |
| 2018 | Kollegah: Push it to the Limit Monument                                                   | DE43 (2 Wo.)DE | AT55 (1 Wo.)AT | CH72 (1 Wo.)CH | Erstveröffentlichung: 19. Oktober 2018                                     |
| 2018 | Kollegah: Löwe Monument                                                                   | DE36 (2 Wo.)DE | AT45 (1 Wo.)AT | CH56 (1 Wo.)CH | Erstveröffentlichung: 26. Oktober 2018                                     |
| 2018 | Kollegah: Das erste Mal Monument                                                          | DE32 (3 Wo.)DE | AT33 (1 Wo.)AT | CH58 (1 Wo.)CH | Erstveröffentlichung: 2. November 2018 feat. 18 Karat                      |
| 2018 | Kollegah: Most Wanted Monument                                                            | DE60 (1 Wo.)DE | — | — | Erstveröffentlichung: 9. November 2018                                     |
| 2018 | Kollegah: Gospel Monument                                                                 | DE46 (1 Wo.)DE | AT74 (1 Wo.)AT | CH94 (1 Wo.)CH | Erstveröffentlichung: 16. November 2018                                    |
| 2018 | Kollegah: Orbit (Intro) Monument                                                          | DE65 (1 Wo.)DE | — | — | Erstveröffentlichung: 30. November 2018                                    |
| 2019 | Gent (Rapper): Ku je KANUN                                                                | DE96 (1 Wo.)DE | — | — | Erstveröffentlichung: 1. Februar 2019 feat. Jazn                           |
| 2019 | Gent (Rapper): Paramilitär KANUN                                                          | DE73 (1 Wo.)DE | — | — | Erstveröffentlichung: 1. März 2019 feat. Kollegah                          |
| 2019 | Jigzaw: Wer JIggy                                                                         | DE38 (2 Wo.)DE | AT66 (1 Wo.)AT | — | Erstveröffentlichung: 26. April 2019 feat. Nimo                            |
| 2019 | Kollegah: Wat is' denn los mit dir 2                                                      | DE95 (1 Wo.)DE | — | — | Erstveröffentlichung: 26. Juli 2019 feat. Majoe                            |
| 2019 | Kollegah: Alphagenetik Alphagene II                                                       | DE17 (3 Wo.)DE | AT24 (2 Wo.)AT | CH37 (1 Wo.)CH | Erstveröffentlichung: 8. November 2019                                     |
| 2019 | Kollegah: Valhalla Alphagene II                                                           | DE54 (1 Wo.)DE | — | — | Erstveröffentlichung: 29. November 2019                                    |
| 2020 | Money Stack$ –                                                                            | DE52 (1 Wo.)DE | — | — | Erstveröffentlichung: 15. Mai 2020 feat. Young Latino                      |
| 2020 | NBK Intro Natural Born Killas                                                             | DE88 (1 Wo.)DE | — | — | Erstveröffentlichung: 23. Oktober 2020 mit Asche                           |
| 2020 | Gladiator Natural Born Killas                                                             | DE83 (1 Wo.)DE | — | — | Erstveröffentlichung: 6. November 2020 mit Asche                           |
| 2020 | Wir sind die Täter Natural Born Killas                                                    | DE61 (1 Wo.)DE | — | — | Erstveröffentlichung: 20. November 2020 mit Asche                          |
| 2021 | Rotlichtsonate Zuhältertape, Vol. 5                                                       | DE12 (3 Wo.)DE | AT15 (1 Wo.)AT | CH28 (2 Wo.)CH | Erstveröffentlichung: 11. Juni 2021                                        |
| 2021 | Showtime Fourever Zuhältertape, Vol. 5                                                    | DE37 (1 Wo.)DE | — | — | Erstveröffentlichung: 23. Juli 2021                                        |
| 2021 | Zuhälteraura Zuhältertape, Vol. 5                                                         | DE24 (1 Wo.)DE | AT50 (1 Wo.)AT | CH54 (1 Wo.)CH | Erstveröffentlichung: 20. August 2021                                      |
| 2021 | Roid Rage Zuhältertape, Vol. 5                                                            | DE15 (2 Wo.)DE | AT31 (1 Wo.)AT | CH32 (1 Wo.)CH | Erstveröffentlichung: 10. September 2021 feat. Farid Bang                  |
| 2021 | Königsdisziplin –                                                                         | DE— aDE | — | — | Erstveröffentlichung: 5. November 2021 mit Freshmaker & Cr7z feat. DJ Eule |
| 2022 | Bossmode Free Spirit                                                                      | DE47 (1 Wo.)DE | — | CH99 (1 Wo.)CH | Erstveröffentlichung: 7. Januar 2022                                       |
| 2022 | Zeitgeist Free Spirit                                                                     | DE91 (1 Wo.)DE | — | — | Erstveröffentlichung: 28. Januar 2022                                      |
| 2022 | Diplomatische Immunität Free Spirit                                                       | DE81 (1 Wo.)DE | — | — | Erstveröffentlichung: 4. März 2022                                         |
| 2022 | Sinner Free Spirit                                                                        | DE— bDE | — | — | Erstveröffentlichung: 25. März 2022                                        |
| 2022 | Free Spirit                                                                               | DE— cDE | — | — | Erstveröffentlichung: 15. April 2022                                       |
| 2022 | Klassikmusik (Intro) Free Spirit                                                          | DE51 (1 Wo.)DE | — | CH86 (1 Wo.)CH | Erstveröffentlichung: 13. Mai 2022                                         |
| 2022 | Viking Free Spirit                                                                        | DE73 (1 Wo.)DE | — | — | Erstveröffentlichung: 27. Mai 2022                                         |
| 2022 | Wie ein Boss Free Spirit                                                                  | DE88 (1 Wo.)DE | — | — | Erstveröffentlichung: 3. Juni 2022                                         |
| 2022 | Damoklesschwert Free Spirit                                                               | DE— dDE | — | — | Erstveröffentlichung: 29. Juli 2022                                        |
| 2023 | Lorbeerkranz La Deutsche Vita                                                             | DE19 (2 Wo.)DE | AT31 (1 Wo.)AT | CH32 (1 Wo.)CH | Erstveröffentlichung: 28. April 2023                                       |
| 2023 | Lordaura La Deutsche Vita                                                                 | DE— eDE | — | — | Erstveröffentlichung: 26. Mai 2023                                         |
| 2023 | Erfolgsspur La Deutsche Vita                                                              | DE— fDE | — | — | Erstveröffentlichung: 9. Juni 2023                                         |
| 2024 | Sigma Still King                                                                          | DE58 (1 Wo.)DE | — | CH97 (1 Wo.)CH | Erstveröffentlichung: 14. Juni 2024                                        |